# Sincsitosze nemzetközi repülőtér
A Sincsitosze nemzetközi repülőtér (japán írásjelekkel 新千歳空港, Hepburn-féle átírással Shin-Chitose Kūkō) (IATA: CTS, ICAO: RJCC) egy nemzetközi repülőtér Japánban, Hokkaidó szigetén, Szapporo közelében.

## Futópályák
A repülőtér futópályái:
- 01R/19L (3000 m, 60 m, aszfalt)

## Forgalom
Az utasforgalom az elmúlt években az alábbi módon változott:
| Utasok száma | 11 974 491 | 14 693 155 | 16 134 356 | 18 394 506 | 18 457 467 | 18 392 635 | 16 748 180 | 18 674 344 | 22 718 612 | 5 601 604 |
|              | 1989       | 1992       | 1996       | 1999       | 2003       | 2006       | 2010       | 2013       | 2017       | 2020      |